# Варшель, Арье
Арье Варшель (Уоршел, Воршел; ивр. אריה ורשל‎, англ. Arieh Warshel; род. 20 ноября 1940) — израильский и американский биохимик и биофизик, лауреат Нобелевской премии по химии за 2013 год совместно с Майклом Левиттом и Мартином Карплусом с формулировкой за «компьютерное моделирование химических систем».
Член Национальной академии наук США (2009), иностранный член Российской академии наук (2019).

## Биография
Арье Варшель родился 20 ноября 1940 года в кибуце Сдэ-Нахум (тогда называвшемся «кибуц ха-Садэ») в подмандатной Палестине. Дослужившись в армии до капитана (1958—1962), Варшель поступил в университет Технион в Хайфе, где в 1966 году получил степень бакалавра наук по химии. В 1967 и 1969 годах в Институте Вейцмана он получил степени магистра наук и доктора философии по химической физике (под руководством Шнеура Лифсона) соответственно. Постдокторскую стажировку Варшель проходил с 1970 по 1972 годы в Гарвардском университете в лаборатории Мартина Карплуса, после чего вернулся в Институт Вейцмана и работал в Лаборатории молекулярной биологии в Кембридже (1974—1976). В 1976 году он перешёл на химический факультет Университета Южной Калифорнии (с 1984 года — профессор).

## Исследования
Основным объектом исследований Варшеля являются вычислительные методы применительно к корреляции структурной функции биологических молекул, метод QM/MM применительно к моделированию ферментативных реакций, молекулярное моделирование биологических процессов, создание микроскопических электростатических моделей белков, возмущение свободной энергии в белках и прочие методы. За заслуги в исследованиях этих методов в 2013 году Варшель был удостоен Нобелевской премии по химии.

## Семья
Жена — Тамар Фабрикант-Варшель; дочери Яэль Уоршел (род. 1974), политолог, и Мерав Уоршел Ефрат (род. 1970), педагог.

## Общественная деятельность
В 2016 году подписал письмо с призывом к Greenpeace, Организации Объединённых Наций и правительствам всего мира прекратить борьбу с генетически модифицированными организмами (ГМО).